# Renault Sport Series

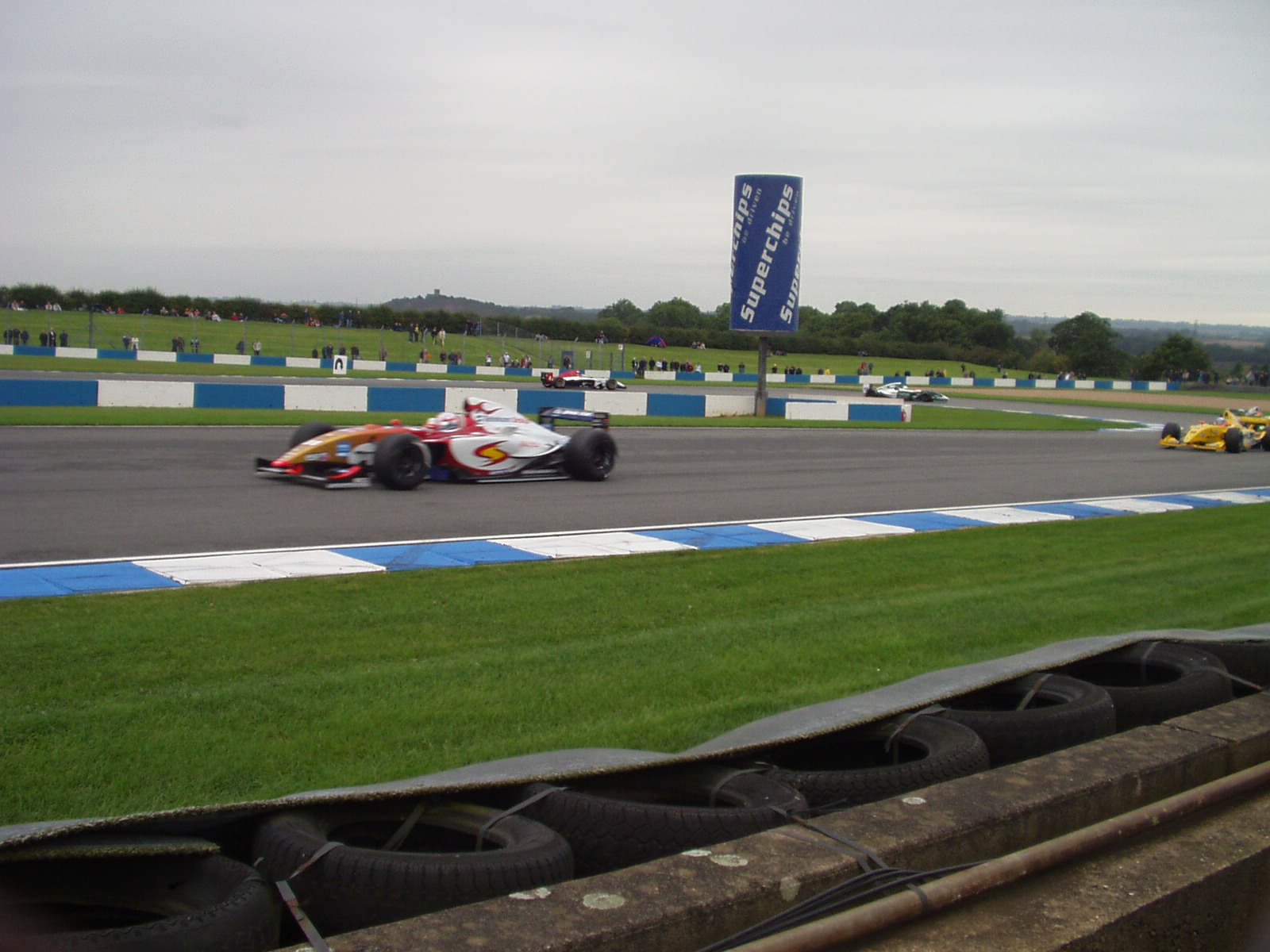
World Series by Renault em Donington Park em 2005.

A World Series by Renault, antes chamada de  World Series by Nissan teve a denominação alterada para Formula V8 3.5 em 2016, é uma competição monomarca de automobilismo de monolugares.
É considerada a principal competição de acesso à Fórmula 1, suplantando a sua rival GP2.

## História
Foi fundada como a Open Fortuna by Nissan em 1998 e sua base estava em Espanha, mas visitou outros países como França, Itália, Portugal e Brasil. A organização ficava por conta da RPM Comunicacion. A série trocou de nome várias vezes, consoante o fornecedor dos motores, sendo conhecida também como "Fórmula Nissan".
Em seus primeiros anos, a série usou chassis construídos pela Coloni, com motor Nissan SR20 de 2.0 L. A competição situou-se entre a Fórmula 3 e a Fórmula 3000. Em 2002 tomou um novo formato com chassis Dallara e um motor melhorado ao VQ30. Também se tornou mais internacional, com mais da metade dos GPs fora da Espanha.
A Renault iniciou a Fórmula Renault V6 Eurocup em 2003, com apoio da "Super Corridas de Final de Semana de Eurosport" (Campeonato ETCC e FIA GT). A série foi disputada com chassis Tatuus e motor Nissan 3.5 L V6.
Em 2005, Renault abandona a "Super Corridas de Final de Semana" e começa a "World Series by Renault", organizada pela Renault Sport e RPM, uma fusão da World Series by Nissan (cujo contrato de motores havia finalizado) e a Renault V6 Eurocup. Os chassis Dallara foram mantidos, o Renault VS foi melhorado em 425 PS. A Fórmula Renault 2.0 Eurocup e a Eurocup Mégane Trophy funcionam como corridas de suporte à competição principal, a Fórmula Renault 3.5 series, muitas vezes designada como WSR (World Series by Renault).
No final de julho de 2015, a Renault Sport anunciou que retiraria o apoio à Formula Renault 3.5 a partir de 2016, entregando a organização da competição ao co-organizador RPM. Contudo a Renault Sport manifestou a continuação da World Series by Renault com o Renault Sport Trophy e a Formula Renault 2.0 Eurocup.

## Campeões

### World Series by Nissan
| Ano  | Nome da competição           | Campeão           | Equipa             |
| ---- | ---------------------------- | ----------------- | ------------------ |
| 1998 | Open Fortuna by Nissan       | Marc Gené         | Campos Motorsport  |
| 1999 | Euro Open MoviStar by Nissan | Fernando Alonso   | Campos Motorsport  |
| 2000 | Open Telefónica by Nissan    | Antonio García    | Campos Motorsport  |
| 2001 | Open Telefónica by Nissan    | Franck Montagny   | Vergani Racing     |
| 2002 | Telefónica World Series      | Ricardo Zonta     | Racing Engineering |
| 2003 | Superfund World Series       | Franck Montagny   | Gabord Competición |
| 2004 | World Series by Nissan       | Heikki Kovalainen | Pons Racing        |

Nota – 1998–2001, série maioritariamente baseada em Espanha (também conhecida como Fórmula Nissan) com motor de 2.0L.

Nota2 – 2002–2004, série international com motor V6.
| Ano  | Campeão             | Equipa                    |
| ---- | ------------------- | ------------------------- |
| 2005 | Robert Kubica       | Epsilon Euskadi           |
| 2006 | Alx Danielsson      | Interwetten.com           |
| 2007 | Álvaro Parente      | Tech 1 Racing             |
| 2008 | Giedo van der Garde | Tech 1 Racing             |
| 2009 | Bertrand Baguette   | International DracoRacing |
| 2010 | Mikhail Aleshin     | Tech 1 Racing             |
| 2011 | Robert Wickens      | Carlin                    |
| 2012 | Robin Frijns        | Tech 1 Racing             |
| 2013 | Kevin Magnussen     | DAMS                      |
| 2014 | Carlos Sainz Jr.    | DAMS                      |
| 2015 | Oliver Rowland      | Fortec Motorsports        |

| Ano  | Campeão            | Equipa                |
| ---- | ------------------ | --------------------- |
| 2005 | Kamui Kobayashi    | SG Formula            |
| 2006 | Filipe Albuquerque | JD Motorsport         |
| 2007 | Brendon Hartley    | Epsilon RedBull       |
| 2008 | Valtteri Bottas    | SG Formula            |
| 2009 | Albert Costa       | Epsilon Euskadi       |
| 2010 | Kevin Korjus       | Tech 1 Racing         |
| 2011 | Robin Frijns       | Koiranen Motorsport   |
| 2012 | Stoffel Vandoorne  | Josef Kaufmann Racing |
| 2013 | Pierre Gasly       | Tech 1 Racing         |
| 2014 | Nyck de Vries      | Koiranen GP           |
| 2015 | Jack Aitken        | Josef Kaufmann Racing |
| 2016 | Lando Norris       | Josef Kaufmann Racing |

### Formula V8 3.5
| Ano  | Campeão           | Equipa           |
| ---- | ----------------- | ---------------- |
| 2016 | Tom Dillmann      | Arden Motorsport |
| 2017 | Pietro Fittipaldi | Lotus            |